# Cantone di Sillé-le-Guillaume
Il Cantone di Sillé-le-Guillaume è una divisione amministrativa dell'arrondissement di Mamers.
A seguito della riforma complessiva dei cantoni del 2014 è passato da 10 a 50 comuni.

## Composizione
Prima della riforma del 2014 comprendeva i comuni di:
- Crissé
- Le Grez
- Mont-Saint-Jean
- Neuvillette-en-Charnie
- Parennes
- Pezé-le-Robert
- Rouessé-Vassé
- Rouez
- Saint-Rémy-de-Sillé
- Sillé-le-Guillaume

Dal 2015 comprende i comuni di:
- Ancinnes
- Assé-le-Boisne
- Assé-le-Riboul
- Beaumont-sur-Sarthe
- Bérus
- Béthon
- Bourg-le-Roi
- Chérancé
- Chérisay
- Coulombiers
- Crissé
- Doucelles
- Douillet
- Fresnay-sur-Sarthe
- Fyé
- Gesnes-le-Gandelin
- Grandchamp
- Le Grez
- Juillé
- Livet-en-Saosnois
- Maresché
- Moitron-sur-Sarthe
- Montreuil-le-Chétif
- Mont-Saint-Jean
- Moulins-le-Carbonnel
- Neuvillette-en-Charnie
- Oisseau-le-Petit
- Parennes
- Pezé-le-Robert
- Piacé
- Rouessé-Fontaine
- Rouessé-Vassé
- Rouez
- Saint-Aubin-de-Locquenay
- Saint-Christophe-du-Jambet
- Saint-Georges-le-Gaultier
- Saint-Germain-sur-Sarthe
- Saint-Léonard-des-Bois
- Saint-Marceau
- Saint-Ouen-de-Mimbré
- Saint-Paul-le-Gaultier
- Saint-Rémy-de-Sillé
- Saint-Victeur
- Ségrie
- Sillé-le-Guillaume
- Sougé-le-Ganelon
- Thoiré-sous-Contensor
- Le Tronchet
- Vernie
- Vivoin